# Лук'янець Галина Василівна
Галина Василівна Лук'янець (нар. 10 квітня 1966, Харків) – українська співачка та фольклористка. Заслужена артистка України (2009). Художній керівник дослідницько-виконавського гурту «Муравський шлях» (з 1993 року). 

## Життєпис

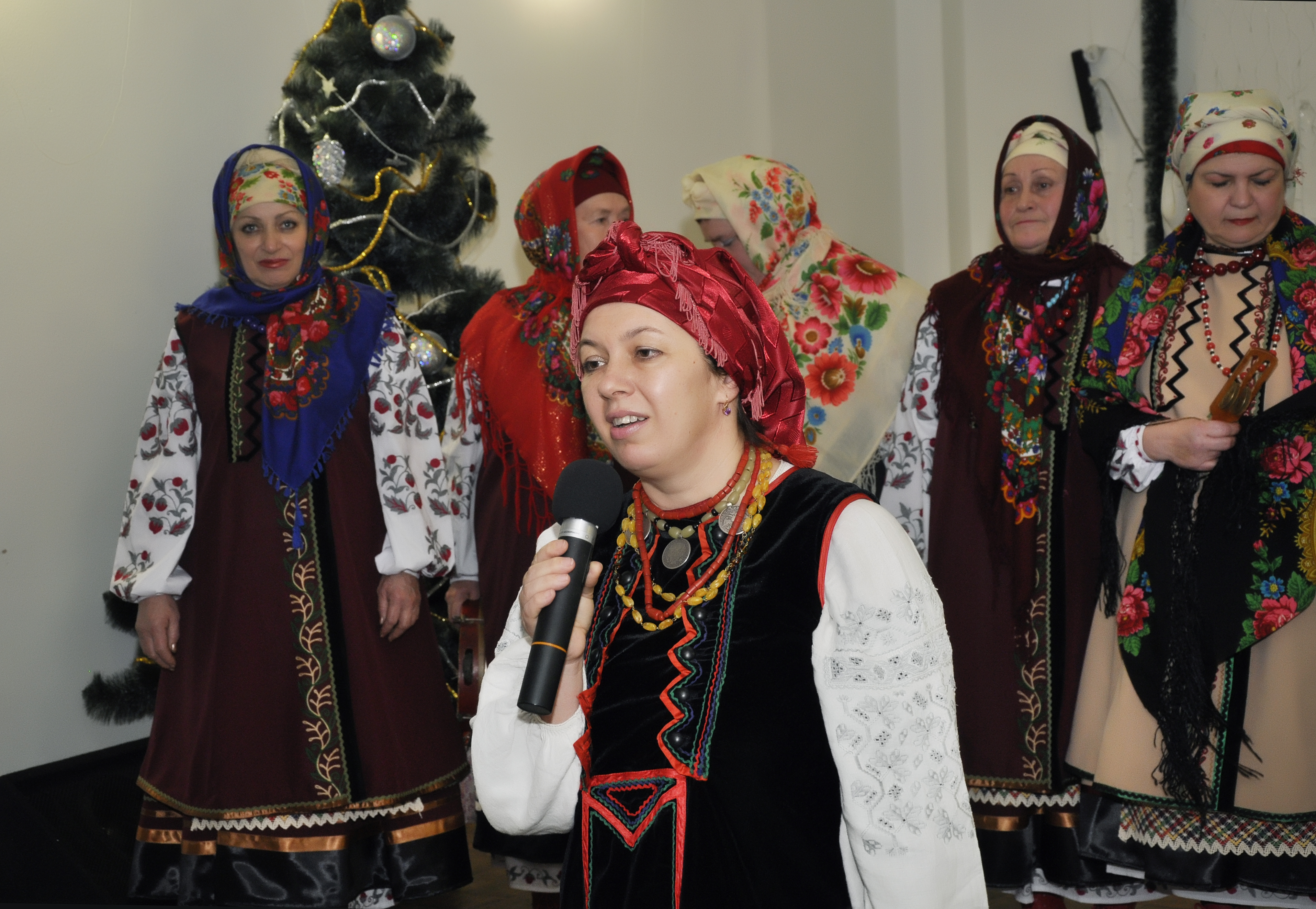
Ведуча концерту

Народилась 10 квітня 1966 року в місті Харків.
Закінчила історико-теоретичний факультет Харківського державного інституту мистецтв імені Івана Котляревського за спеціальністю «музикознавець, викладач», де навчалась з 1985 по 1990 рік.
Творчу діяльність почала у 1988 році у фольклорному гурті «Слобожани» (пізніше «Муравський шлях»). З 1993 року - солістка та художній керівник гурту «Муравський шлях». Разом з гуртом мала гастролі в Естонії, Литві та Росії. Лук'янець виконує українські народні пісні в автентичній манері.
З 1991 по 1997 рік була керівницею дитячого фольклорного гурту «Стежка», який працював при харківській школі № 22. Після цього, з 1997 по 2001 рік була провідним методистом з фольклору відділу народної творчості Харківського обласного центру народної творчості. Перебувала на посаді головного спеціаліста управління культури Харківської обласної державної адміністрації (2001–2004). Впродовж 2004-2008 років була директоркою кінотеатру імені Орджонікідзе.
З 2008 року працює в Харківському обласному організаційно-методичному центрі культури та мистецтва, де спочатку перебувала на посаді провідного методиста Лабораторії досліджень нематеріальної культурної спадщини, а з 2011 року перебуває на посаді завідувачки лабораторії. Від 2015 року - голова комісії зі збору, обробки та складання орієнтовного переліку елементів нематеріальної культурної спадщини Харківської області.
Займається дослідженням та вивченням фольклору Слобідській Україні та Полтавщини. Одна з організаторок фестивалю традиційної народної культури «Кроковеє коло». 2020 року взяла участь у створенні Цифрового архіву фольклору Слобожанщини та Полтавщини. Після початку повномасштабного російського вторгнення разом з гуртом «Муравський шлях» розпочала проєкт «Фольклор і війна», який досліджує фольклор у Харківській області.

## Нагороди та звання
- Заслужений артист України (17 березня 2009) — за значний особистий внесок у розвиток національної культури, вагомі творчі здобутки і високий професіоналізм та з нагоди Всеукраїнського дня працівників культури та аматорів народного мистецтва[9]
- Премією імені О. С. Масельського (2011)[10]